# Mandola

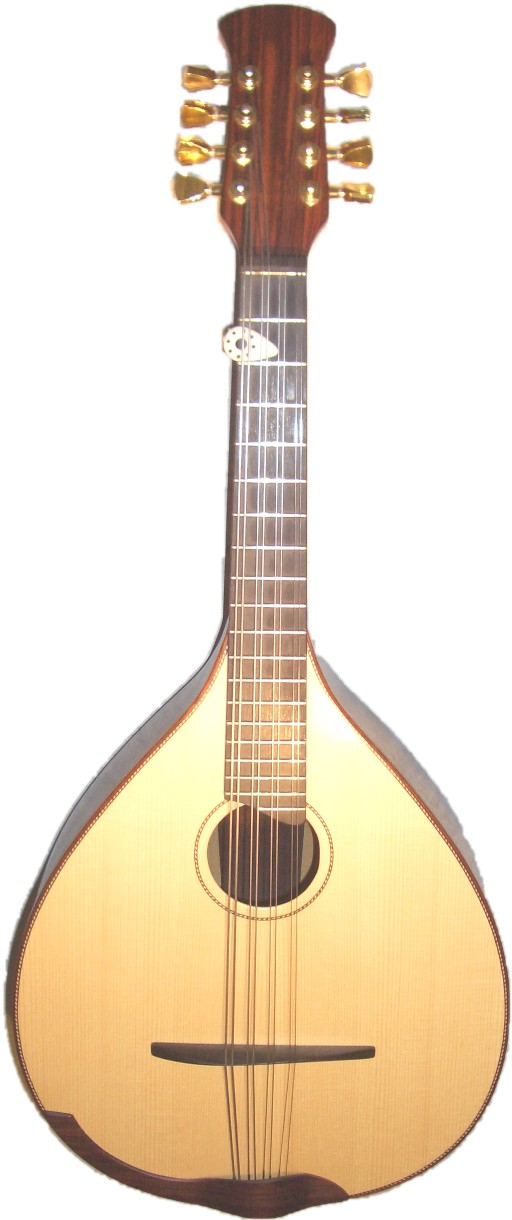
mandola

Mandola – strunowy instrument muzyczny z rodziny szarpanych.
Mandola ma cztery pary strun strojonych w kwintach do następujących dźwięków (począwszy od najniżej strojonej) - c, g, d1, a1 (kwintę niżej niż mandolina). Obecna mandola w stroju kwintowym była stworzona w wieku XIX jako instrument tenorowy z rodziny mandolin dla orkiestry mandolinowej na przykładzie rodziny instrumentów smyczkowych, w której odpowiada altówce.  
Słowo "Mandola" jest włoskim odpowiednikiem zapożyczonego z języka greckiego pandora (instrument muzyczny) i od francuskiego "mandore" - mandora, hiszpańskiego bandurria. Jest to instrument starszy od mandoliny i znalazł powszechne zastosowanie u dawnych śpiewaków i poetów jako "mandurria" (poezja oksytańska z XII - XIV w.). Początkowo była trzystrunowa (trójchórowa), strojona w kwintach i podobna do  rebeku (Juan Bermudo, "Declaración de instrumentos musicales", 5 Vols, 1555 rok), od wieku XVII podobna do lutni, 4-strunowa i chórowa w stroju kwintowo-kwartowym c1-g1-c2-e2(f2,g2) (tak zwana "lutnia sopranowa").  Pod koniec XVII wieku Antonio Stradivarius zaczął produkować instrumenty o mniejszym pudle, 4-5-6- strunowe i chórowe, stroju kwartowym (e1-a1-d2-g2, h-e1-a1-d2, g-h(c)-e1(f)-a1-d2-g2), nazwane przez niego "mandolino" (zdrobnienie od "mandoli"). Stosowano w tych instrumentach struny jelitowe, a grano na nich techniką palcową (nie kostką).
Powszechnie znana "mandolina" pojawiła się w połowie XVIII wieku, miała struny druciane jak cytra, grało się kostką jak na cytrze, pudło rezonansowe miała jak u mandolino, stroiła jak skrzypce g-d1-a1-e2.